# Love (Sonata Arctica)
Love è il terzo singolo estratto dall'album Pariah's Child e diciassettesimo del gruppo musicale finlandese Sonata Arctica, pubblicato dalla Nuclear Blast il 4 aprile 2014.

## Video
Il videoclip narra la storia di due innamorati, dall'infanzia alla vecchiaia, passando per i punti più importanti della loro vita. È stato diretto da Patric Ullaeus.

## Tracce
Testi e musiche di Tony Kakko, arrangiamenti dei Sonata Arctica.
1. Love – 3:50

## Formazione
- Tony Kakko - voce
- Elias Viljanen - chitarra
- Henrik Klingenberg - tastiere
- Pasi Kauppinen - basso
- Tommy Portimo - batteria